# Chironomus neocorax
Chironomus neocorax är en tvåvingeart som beskrevs av Wulker 1983. Chironomus neocorax ingår i släktet Chironomus och familjen fjädermyggor. Inga underarter finns listade i Catalogue of Life.